# Natriumbenzoaat
 Natriumbenzoaat is het natriumzout van benzoëzuur. Het E-nummer is E211. De INCI-naam is sodium benzoate.

## Toepassingen
Het wordt vooral gebruikt als conserveermiddel dat de groei van gisten, bacteriën en schimmels tegengaat. Echter alleen als de pH lager is dan 3,6, zoals in sambal, jam, frisdranken en vruchtensappen. Ook aan augurken en sauzen wordt natriumbenzoaat vaak toegevoegd. In cosmetica wordt het met name in zure shampoo, douchegel en lotions gebruikt.
Naast het gebruik als conserveermiddel wordt natriumbenzoaat onder meer gebruikt in vuurwerk, in combinatie met kaliumperchloraat of kaliumchloraat geeft het in een open buisje het bekende fluitende geluid.

## Regelgeving, toxicologie en veiligheid
Als er toegevoegde vitamine C in frisdrank zit, dan kan dit door een reactie met natriumbenzoaat het kankerverwekkende benzeen vormen. Onderzoekers van de Sheffield Universiteit brengen het gebruik van natriumbenzoaat daarnaast in verband met celbeschadigingen, met name aan de mitochondria.
Een onderzoek van de wereldgezondheidsraad in 2000 naar de effecten van natriumbenzoaat concludeerde dat het middel veilig voor consumptie was. De WGO merkte wel op dat de hoeveelheid beschikbare wetenschappelijke kennis omtrent de veiligheid beperkt was.
In België worden nog veel frisdranken gepreserveerd met natriumbenzoaat, maar er is een trend om het te verwijderen of te vervangen door andere bewaarmiddelen.